# Management fondé sur les faits
Le Management fondé sur les faits (Evidence Based Management en anglais) part du postulat que les décisions du management devraient être basées sur l'esprit critique et la recherche des meilleures preuves disponibles.
Il s'inspire du mouvement de la médecine fondée sur les faits, créé dans les années 1990.

## Faits (ou preuves)
Un fait correspond ici à toute information ou donnée confirmant ou infirmant une hypothèse.
Les faits peuvent être, par ordre décroissant de qualité :
- Un article scientifique
- L'expérience d'une organisation
- L'expérience d'un professionnel
- Son expérience propre